# Meftah Ghazalla
Meftah Ghazalla (tiếng Ả Rập: مفتاح غزالة) (sinh ngày 3 tháng 10 năm 1977 ở Libya) là một thủ môn bóng đá người Libya. Hiện tại anh thi đấu cho Al-Ittihad, và là thành viên của Đội tuyển bóng đá quốc gia Libya.